# Plotna (kuchyňské zařízení)

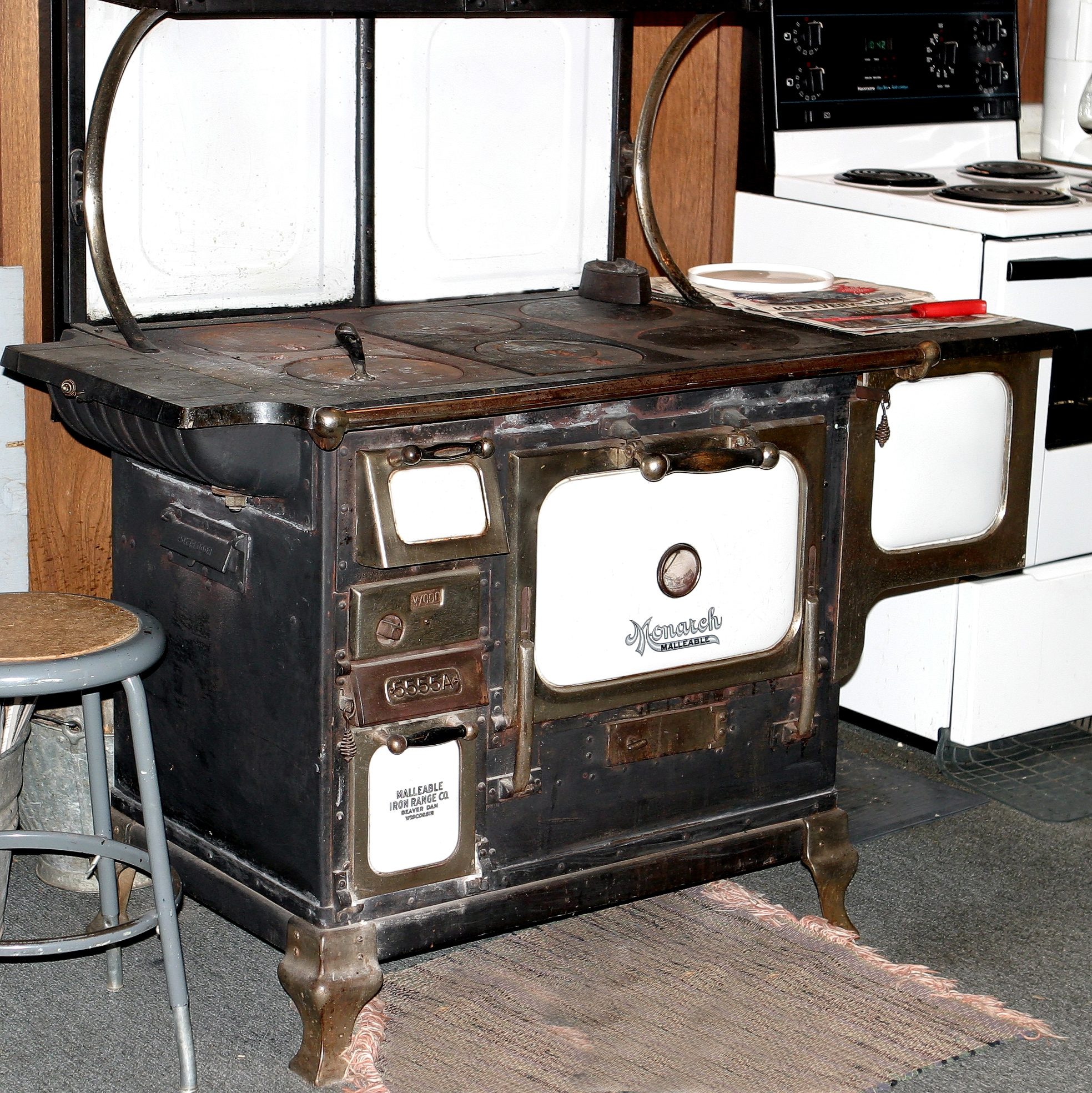
Kuchyňská kamna s troubou a šesti kruhovými plotnami

Plotna je horní díl kuchyňského zařízení sloužící k ohřevu jídel. V současnosti jsou nejčastěji v moderních domácnostech používaná zařízení plynová, elektrická resp. se sklokeramickou deskou. V minulosti se využívalo spíše dřevo a uhlí a plotna byla součástí kamen nebo pece, v současnosti bývá součástí plynového nebo elektrického sporáku. 

## Princip ohřevu u sklokeramické desky
Topné spirály se nacházejí pod sklokeramickou deskou, která je průhledná. Žhavá spirála vyzařuje teplo přímo na dno hrnce. Z důvodů minimalizace ztrát vyzařované energie odrazem jsou desky obvykle černé nebo tmavošedé. Použitý sklokeramický materiál má extrémně nízkou tepelnou roztažnost, proto ani při velkých teplotních rozdílech nepraská. Důležitou předností využití sálavé složky tepelného spektra je rychlost působení. Varné místo vyzařuje s maximálním výkonem již několik sekund od zapnutí.
- Základní typ: elektrická spirála zpod desky vyzařuje teplo přímo na nádobu.
- Halogenový: klasická spirála je doplněna o spirálu naplněnou halogenovými plyny. Zapínají se současně. Díky halogenové spirále začne teplo sálat okamžitě a v okamžiku, kdy se na požadovanou teplotu zahřeje i elektrická spirála, halogenová se vypíná.
- Indukční: varná deska obsahuje cívky, které vytvářejí indukční pole. Postavíme-li na plotýnku hrnec z magnetizovatelného kovu (ocel, smaltovaná ocel, litina), velikost indukčního pole se přizpůsobí velikosti nádoby.